# Daemonorops calapparia
Daemonorops calapparia là loài thực vật có hoa thuộc họ Arecaceae. Loài này được (Mart.) Blume mô tả khoa học đầu tiên năm 1847.